# Павкина, Лидия Ивановна
Ли́дия Ива́новна Па́вкина (3 января 1929, с. Пяша, Нижне-Волжский край, РСФСР, СССР — 30 марта 2016, посёлок Сахзавод, Пензенская область, Россия) — Герой Социалистического Труда, рабочая по откорму крупного рогатого скота.

## Биография
Лидия Ивановна Павкина родилась 3 января 1929 года в селе Пяша Нижне-Волжского края, ныне Бековского района Пензенской области.
Получила начальное образование. Воспитывалась одной матерью — отец Лидии Ивановны умер в 1933 году. С детства начала работать в сельском хозяйстве на конюшне, дояркой, телятницей, птичницей, свинаркой.
С 1956 года — в животноводстве. С 1964 года — рабочая по откорму крупного рогатого скота вновь созданного совхоза «Вертуновский». На указанной должности неоднократно добивалась рекордных привесов откармливаемых животных, за что многократно награждались государственными наградами. Являлась наставником молодых работников.
За самоотверженный и успешный труд в 1976 году была удостоена почетного звания и высшей степени отличия за труд — Герой Социалистического Труда.
С 1984 года — на пенсии. Проживала в посёлке Сахзавод Бековского района.
Скончалась 30 марта 2016 года.

## Награды
- звание Героя Социалистического Труда (10.3.1976) с вручением золотой медали «Серп и Молот» (№ 17674)
- Орден Ленина (8.4.1971)
- Орден Ленина (10.3.1976 — № 424615)
- медаль «В ознаменование 100-летия со дня рождения Владимира Ильича Ленина» (1970)
- Медаль «Ветеран труда»
- Серебряная медаль ВДНХ «За достигнутые успехи в развитии народного хозяйства СССР» (27.4.1976)[2]